# Lauscha
Lauscha is een gemeente in de Duitse deelstaat Thüringen en maakt deel uit van de Landkreis Sonneberg.
Lauscha telt 3.214 inwoners. De stad is vooral bekend vanwege haar glasblazers handwerk.

## Geografie
Lauscha ligt in het Thüringer leisteengebergte tussen de steden Sonneberg, Ilmenau en Saalfeld. De stad bevindt zich in een noordoostelijk zijdal van de Steinach onderaan de bergkam. Het station Lauscha ligt op een hoogte van 611 m. NN, het zuidelijkste punt aan de monding van de Göritz in de Steinach op 515 m. boven NN. De Pappenheimer Berg reikt tot 834,5 m. boven NN.

### Buurgemeenten
Met de klok mee, beginnend in het noordwesten grenst Lauscha aan de gemeenten Neuhaus am Rennweg, Lichte, Piesau (beide Landkreis Saalfeld-Rudolstadt), Oberland am Rennsteig en Steinach

### Stadsindeling
Het noordoostelijk van de stad gelegen Ernstthal am Rennsteig is sinds 1994 een ortsteil van Lauscha. Het eigenlijke stadsgebied heeft geen bestuurlijke indeling, maar vanwege de geografische omstandigheden worden bij gelegenheid het rond om de Oberlandstraße en de berg Köpplein gelegene Oberlauscha, de kern rondom Hüttenplatz (dos Duurf) en het in het zuiden van de stad in het lagere Lauschatal gelegene Unterlauscha onderscheiden.

#### Water
Naamgevend voor het dal en de stad was het water Lauscha, dat als in 1366 in een Schwarzburger ambtsboek voor het eerst officieel werd genoemd. Het heldere bergwater was als drinkwater en energiebron aan het einde van de middeleeuwen voorwaarde voor het glasmaken. Daarnaast sprak de beschikbaarheid van grondstoffen voor een goede basis voor de glasindustrie in het Lauschadal. Kwartszand kon in zeer zuivere kwaliteit uit de nabijgelegene steengroeve gewonnen worden. Ook soda, uit gebrande tufsteen, kalk en kaliumcarbonaat werden hier gedolven.

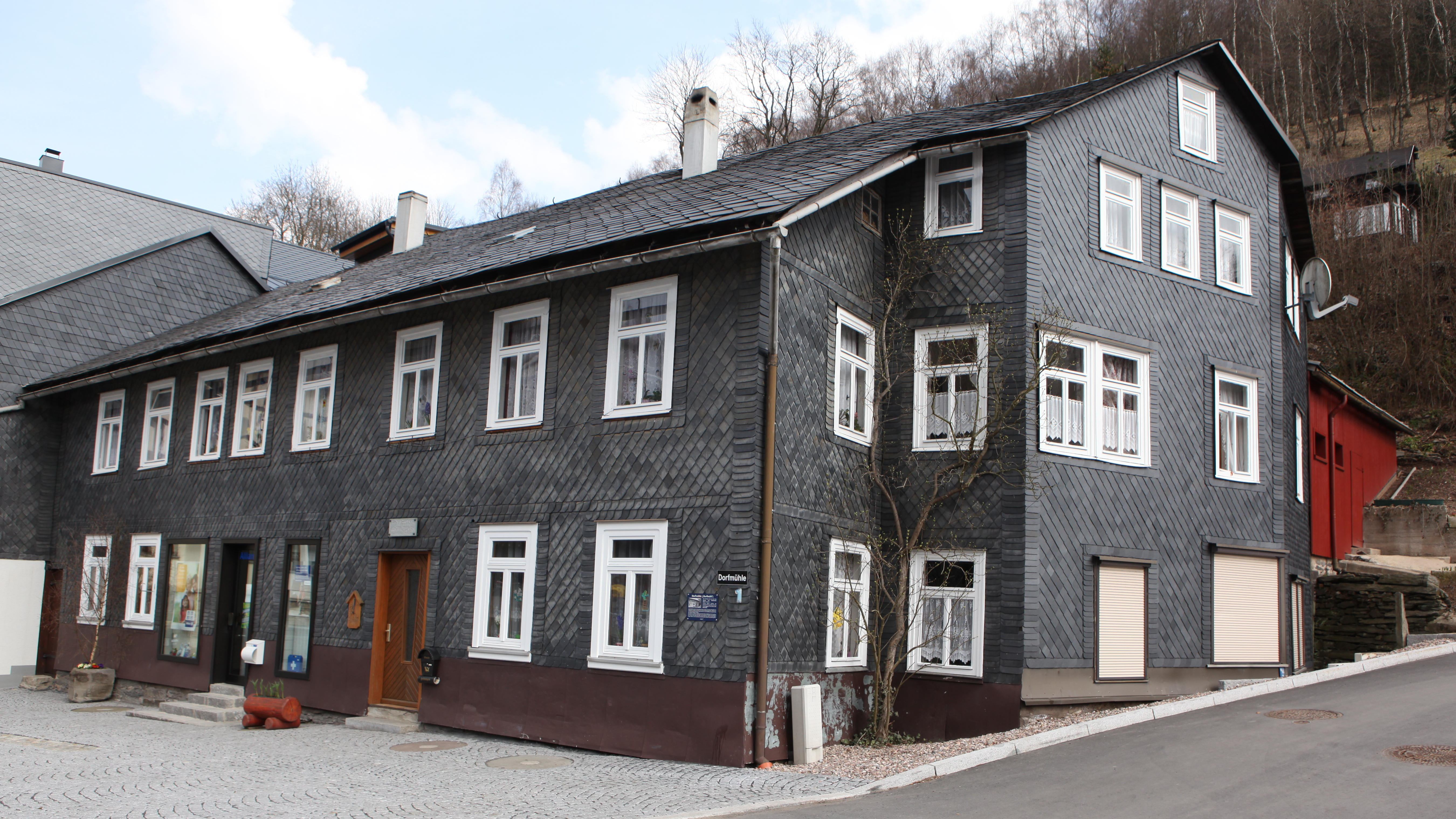
Dorpsmolen uit 1601

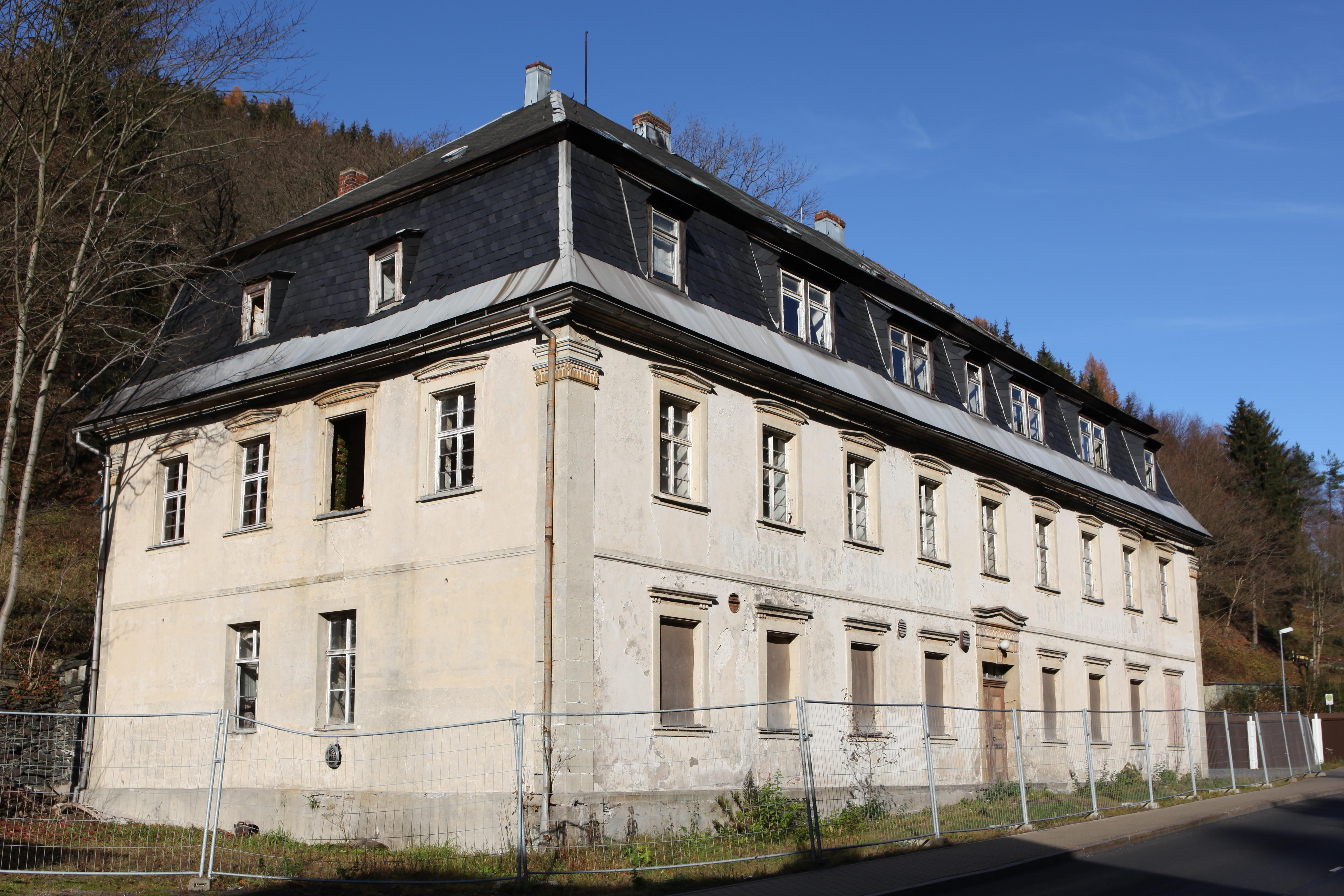
Hoofdgebouw van de voormalige Wiesleinsmolen van 1824

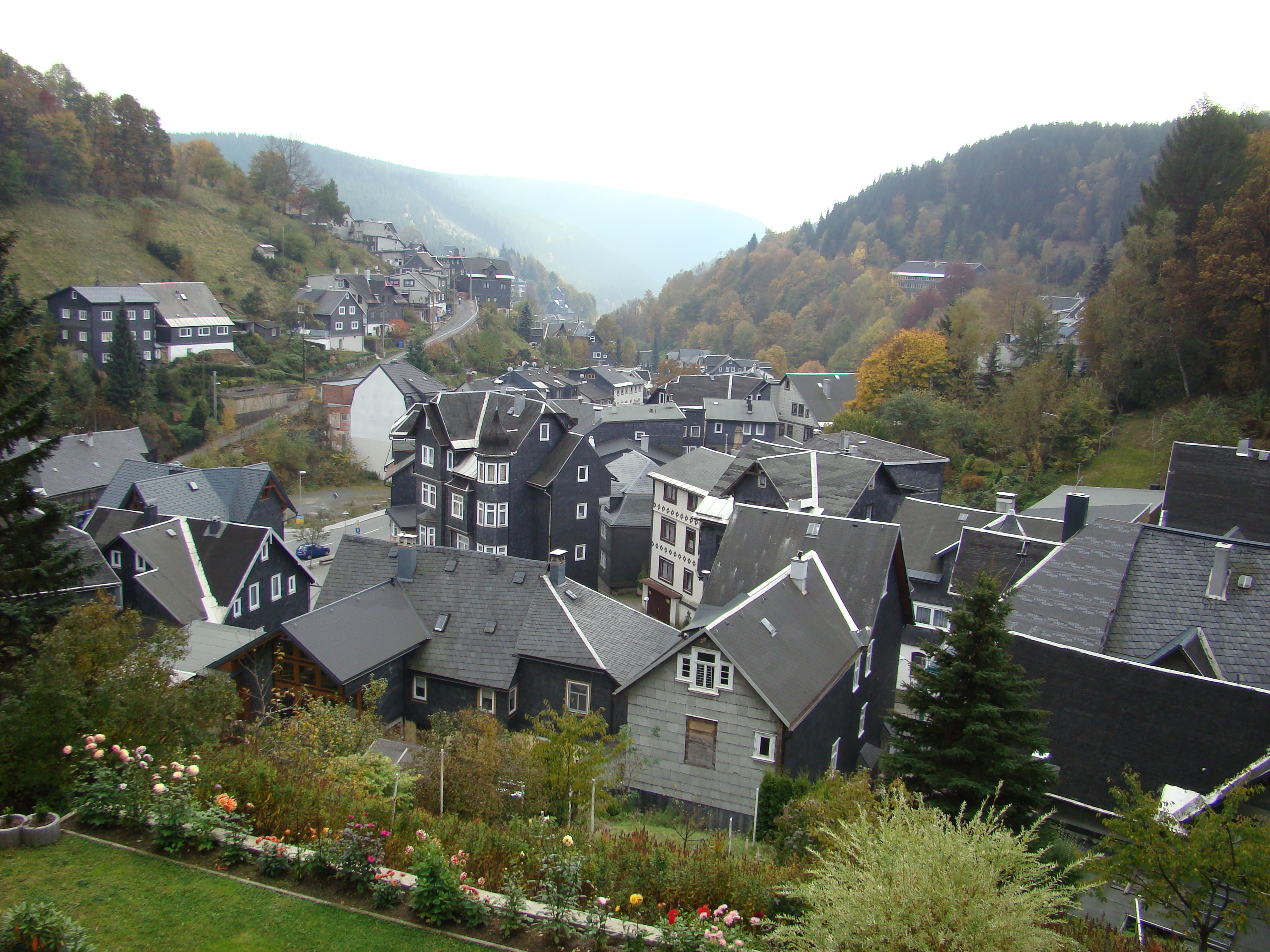
Lauschadal vanaf Kirchhügel am Köpplein in richting zuiden, links de Kleine- en daarachter Grote Tierberg, rechts Teufelsholz, de helling rechtsvoor leidt naar de Steinigen Hügel

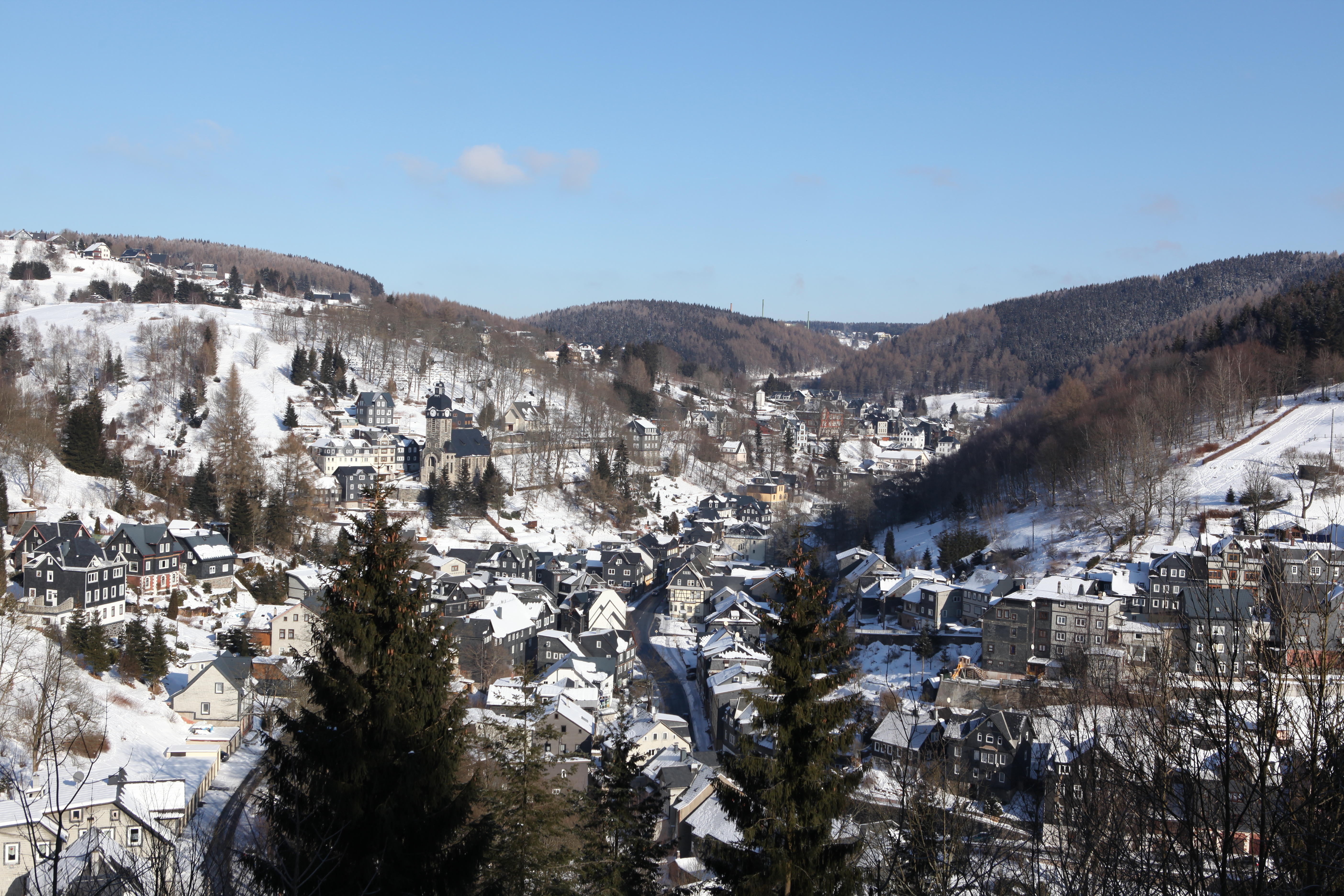
Blick ins Lauschatal vom Teufelsholz auf das Köpplein, dahinter verdeckt die Igelskuppe, Bildmitte der Brehmenstall, rechts bis zum Horizont Pappenheimer Berg, rechts vorne Kleiner Tierberg

De Lauschabeek vormt zich onder Ernstthal uit de Igelshieber en de Ernstthaler Wässerlein. Zijn weg stroomafwaarts wordt door karaktiserende bijnamen beschreven: de Faule Lauscha (luie Lauscha) stroomt op de hoogvlakte nog langzaam over de weidegrond, de Muntere Lauscha (montere Lauscha) wurmt zich door het smalle Lauschadal. Haar waterkracht wordt meermaals gebruikt door verschillende watermolens. Met het gereedkomen van de spoorlijn en wegverbinding van Steinach naar Neuhaus door het smalle en zompige dal aan het einde van de negentiende, begin twintigste eeuw werd de Lauschabeek grotendeels in een ondergronds kanaal omgeleid.

## Geboren
- Ludwig Böhm (16 juni 1859), glasblazer en uitvinder

Bachfeld · Föritztal · Frankenblick · Goldisthal · Lauscha · Neuhaus am Rennweg · Schalkau · Sonneberg · Steinach